# Phyllanthus mannianus
Phyllanthus mannianus är en emblikaväxtart som beskrevs av Johannes Müller Argoviensis. Phyllanthus mannianus ingår i släktet Phyllanthus och familjen emblikaväxter. Inga underarter finns listade i Catalogue of Life.